# هارييت أوستين
هارييت أوستين (بالإنجليزية: Harriet Austin)‏ هي مجدفة نيوزيلندية، ولدت في 14 مايو 1988 في وانجانوي في نيوزيلندا.

## وصلات خارجية
- هارييت أوستين على موقع الاتحاد الدولي للتجديف (الإنجليزية)